# Ortaçeşme, Güney
Ortaçeşme là một xã thuộc huyện Güney, tỉnh Denizli, Thổ Nhĩ Kỳ. Dân số thời điểm năm 2010 là 247 người.